# Chris Folz
Chris Folz (Saint Philip, 1984) è un modello statunitense.

## Carriera
Studente presso la Murray State University, Chris Folz inizia a lavorare come modello per mantenersi grazie ad un contratto con la celebre agenzia di moda Ford Models, e diventa particolarmente famoso grazie ad una campagna pubblicitaria di Hugo Boss in cui viene fotografato da Mario Testino.
Chris Folz ha in seguito lavorato con importanti firme della moda internazionale. È stato protagonista della campagna pubblicitaria DKNY primavera/estate 2010 e di quella Dolce & Gabbana autunno/inverno 2010. È inoltre comparso in GQ UK, GQ Style Germany, GQ China, GQ Germany, Out e V man.
Dal 2011 è protagonista della campagna promozionale internazionale del profumo Armani Code di Giorgio Armani, fotografato da Hedi Slimane al fianco dell'attrice Megan Fox.

## Agenzie
- Ford Models - New York
- Fashion - Milano
- 2pm Model Management - Copenaghen
- Models 1 Agency - Londra
- Success Models - Parigi
- Kult Agency - Amburgo
- NEXT Model Management - Vienna
- Sight Management - Barcellona